# Walentin Nikołajew (zapaśnik)
Walentin Władimirowicz Nikołajew (ros. Валентин Владимирович Валентин ; ur. 6 kwietnia 1924 w Dołyno-Kamjance, zm. 31 października 2004 w Rostowie nad Donem) – radziecki zapaśnik walczący w stylu klasycznym. Złoty medalista olimpijski z Melbourne 1956, w kategorii do 87 kg.
Mistrz świata w 1955 roku.
Mistrz ZSRR w 1952 i 1954; drugi w 1953, 1957, 1958 i 1959 roku. Skończył karierę w 1965 roku. Pracował jako trener (m.in drużyny młodzieżowej ZSRR) i sędzia.